# Smoke for inspiration
|  | Denne artikel er oprettet af botten PalnaBot ud fra en ekstern database. Den kan derfor have sproglige fejl eller mangler. Denne skabelon kan fjernes efter kontrol af indholdet. |

''''' er en film instrueret af Henrik Capetillo.

## Handling
Henrik Capetillo har i de seneste år udført en række små, næsten utilitaristiske videoværker, der i ganske enkle sætstykker beskriver og kommenterer kunstnerens arbejdsproces. I sammenhæng fungerer de som metasproglige udsagn om nutidskunstens udtryksformer, som her i »Smoke for Inspiration«, der med sit flygtige materiale giver et pulserende bud på skulpturbegrebet.